# Adriano Ciocca Vasino
Adriano Ciocca Vasino (Borgosesia, 8 de julho de 1949) é um religioso italiano, atual bispo emérito da Prelazia de São Félix, no Mato Grosso.

## Biografia
Nascido em Borgosesia, foi ordenado sacerdote em 8 de setembro de 1974. Em 1979, chegou como missionário à diocese de Petrolina, onde foi assistente espiritual do seminário nos últimos três anos de ministério.
Em 1992 chegou em Petrolândia e em 2 de maio de 1999 foi sagrado bispo por dom Czesław Stanula, bispo da Diocese de Floresta.
Até 2011, foi o bispo referencial escolhido pela CNBB para as Comunidades Eclesiais de Base (CEBs). Em 21 de março de 2012, foi transferido para a prelazia de São Félix do Araguaia, na qual foi empossado em 13 de maio de 2012.